# ديف كوهن (لاعب كرة قدم أمريكية)
ديف كوهن (بالإنجليزية: Dave Cohen)‏ هو لاعب كرة قدم أمريكية أمريكي، ولد في 6 أكتوبر 1966 في هنتنغتون في الولايات المتحدة.